# Hubert Cecil Booth

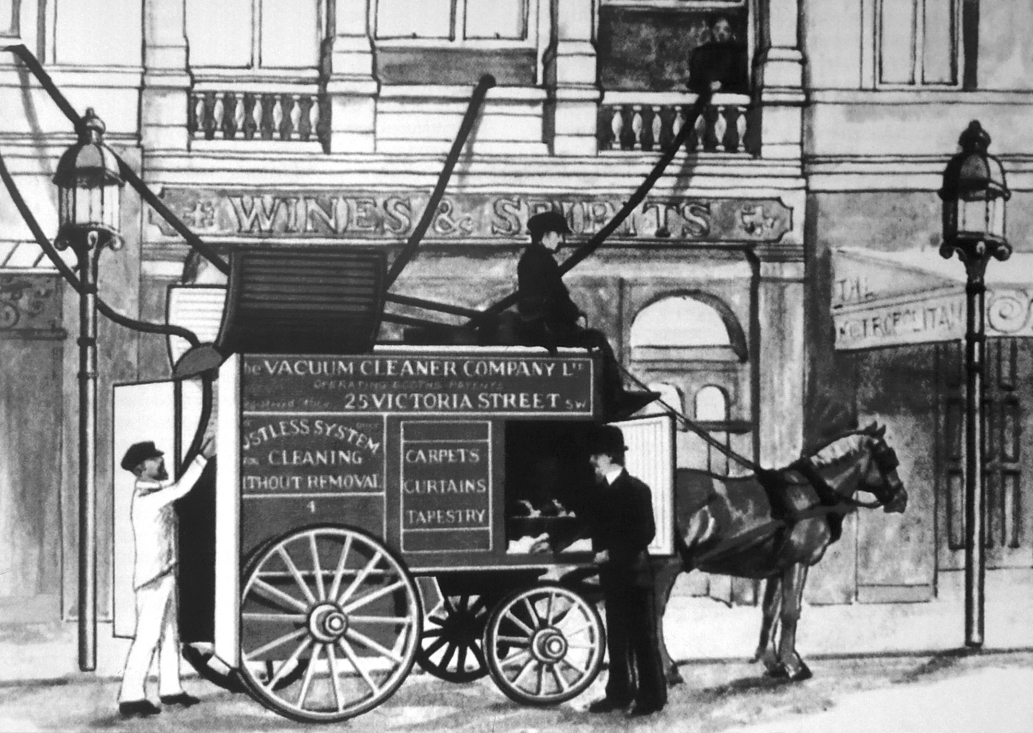
Von Hubert Cecil Booth entwickelter Straßenstaubsauger

Hubert Cecil Booth (* 4. Juli 1871 in Gloucester/Gloucestershire; † 12. Januar 1955 in Purley, Surrey [seit 1965 Teil des Londoner Borough Croydon]) war ein englischer Ingenieur.
Er konstruierte und patentierte (nur in  England) im Jahr 1901 den Staubsauger, Puffing Billy genannt, der in der Anfangsphase auf Pferdefuhrwerken zu finanziell besser gestellten Kunden transportiert wurde. Dort wurde mit langen Schläuchen Staub gesaugt. Er hatte jedoch keinen großen kommerziellen Erfolg. Seine ehemalige Firma, die Booth Vacuum Cleaner Company, produziert bis heute (2006) Industriestaubsauger. Als Chefkonstrukteur war er später auch maßgeblich am Bau des Riesenrads im Wiener Prater beteiligt.